# Pannalal Parmessar
Pannalal Parmessar (Hampton Courtpolder, 13 oktober 1936 – Paramaribo, 6 juli 2011) was een Surinaams politicus.
Hij werd geboren in het district Nickerie waar hij ook naar de mulo ging. In 1959 behaalde Parmessar in Paramaribo zijn diploma aan de handelsavondschool van de VSB en in 1960 vertrok hij naar Nederland waar hij na diverse opleidingen ging werken als adjunct-accountant en belastingconsulent. In 1971 keerde hij terug naar zijn moederland waar Parmessar zijn eigen kantoor begon. In 1973 werd de Hernieuwde Progressieve Partij (HPP) opgericht en nog datzelfde jaar was hij bij de Statenverkiezingen zonder succes HPP-kandidaat. Eind 1975 volgde hij Sonansingh op als de voorzitter van die Hindoestaanse partij. Bij de verkiezingen van 1977 maakte de HPP deel uit van de Nationale Partij Kombinatie (NPK) die 22 van de 39 zetels behaalde. Bij het aantreden van het tweede kabinet-Arron later dat jaar waren er twee HPP-ministers: Parmessar als minister van Arbeid en Volkshuisvesting en Soerdj Badrising als minister van Justitie. Met de Sergeantencoup van 25 februari 1980 kwam een eind aan dat ministerschap. Later fuseerde de HPP met andere partijen tot de Unie van Progressieve Surinamers waarvan hij de partijraadsvoorzitter werd. In 2011 overleed hij 74-jarige leeftijd.
Zijn oomzegger Rabin Parmessar was in 2005 de NDP-vicepresidentskandidaat en werd in 2013 de minister van Openbare Werken.